# Mateusz Pacewicz
Mateusz Pacewicz (* 21. Juni 1992 in Warschau) ist ein polnischer Schriftsteller und Drehbuchautor.

## Leben
Mateusz Pacewicz wurde 1992 in Warschau geboren. Sein Vater Piotr Pacewicz ist einer der Gründer und Herausgeber der Tageszeitung Gazeta Wyborcza und derzeit Leiter des Portals OKO.press, einer polnischen Website für investigativen Journalismus. Seine Mutter ist Aktivistin der Stiftung Center for Citizenship Education und Autorin von Schulbüchern. Nach seinem Bachelor-Abschluss in Geistes- und Sozialwissenschaften am College of Inter-Area der Universität Warschau bereiste Pacewicz die Welt. Später studierte er an der Polnischen Schule für Reportage und hatte vor den Abschlussprüfungen die Idee, sich mit der Geschichte eines jungen Mannes zu beschäftigen, der aus einer Jugendhaftanstalt entlassen worden war und sich in der Pfarrei St. Andrzej Bobola in Budziska in der Woiwodschaft Masowien als Priester ausgegeben hatte. Im Januar 2014 veröffentlichte er in der Gazeta Wyborcza einen Artikel darüber, gefolgt von dem E-Book Kazanie na dole (auch Sermon at the bottom).
Hiernach schrieb er auch das auf der Geschichte basierende Drehbuch für den Film Corpus Christi, bei dem Jan Komasa Regie führte und der im September 2019 im Rahmen der Filmfestspiele von Venedig seine Weltpremiere hatte. Für dieses Drehbuch wurde Pacewicz beim Polnischen Filmfestival in Gdynia ausgezeichnet, im Rahmen des Polnischen Filmpreises erhielt er zwei Preise. Corpus Christi wurde zudem von Polen als Beitrag für die Oscarverleihung 2020 in der Kategorie Bester Internationaler Film eingereicht und Mitte Januar 2020 von der Academy of Motion Picture Arts and Sciences in dieser Kategorie nominiert.
Mit Komasa arbeitete er auch für The Hater zusammen. Für den Film bearbeitete er das Thema von Komasas Suicide Room neu. The Hater bewegt sich im selben Universum wie dieser Film.
Pacewicz ist Mitglied der Europäischen Filmakademie und wurde Ende Juni 2020 ein Mitglied der Academy of Motion Picture Arts and Sciences.

## Filmografie
- 2017: Skwar (Kurzfilm)
- 2019: Corpus Christi (Boże Ciało)
- 2020: The Hater (Sala samobójców. Hejter)

## Werke
- Mateusz Pacewicz: Kamil, który księdza udawał. In: Gazeta Wyborcza, Artikel vom 22. Januar 2014 mit Illustrationen von Mateusz Kołek[11]
- Mateusz Pacewicz: Kazanie na dole. Agora, 2014. (E-Book)[12][13]

## Auszeichnungen (Auswahl)
Europäischer Filmpreis
- 2020: Nominierung für das Beste Drehbuch (Corpus Christi)[14]

Polnischer Filmpreis
- 2020: Auszeichnung für das Beste Drehbuch (Corpus Christi)
- 2020: Auszeichnung als Entdeckung des Jahres (Corpus Christi)[15][16]

Polnisches Filmfestival Gdynia
- 2019: Auszeichnung für das Beste Drehbuch (Corpus Christi)[17][18][19]